# Morbihan
Morbihan är ett franskt departement i regionen Bretagne. Huvudort är Vannes. Departementet är uppkallat efter bukten Golfe du Morbihan.
Carnacstenarna finns i departementet. 